# New Haven (Missouri)
New Haven is een plaats (city) in de Amerikaanse staat Missouri, en valt bestuurlijk gezien onder Franklin County.

## Demografie
Bij de volkstelling in 2000 werd het aantal inwoners vastgesteld op 1867.
In 2006 is het aantal inwoners door het United States Census Bureau geschat op 2001, een stijging van 134 (7,2%).

## Geografie
Volgens het United States Census Bureau beslaat de plaats een oppervlakte van
7,8 km², waarvan 7,4 km² land en 0,4 km² water. New Haven ligt op ongeveer 236 m boven zeeniveau.

## Plaatsen in de nabije omgeving
De onderstaande figuur toont nabijgelegen plaatsen in een straal van 24 km rond New Haven.